# بيتر كيف
بيتر كيف (بالإنجليزية: Peter Keefe)‏ هو منتج تلفزيوني أمريكي، ولد في 16 نوفمبر 1952 في روتشستر في الولايات المتحدة، وتوفي في 27 مايو 2010 بسبب سرطان المريء.

## وصلات خارجية
- بيتر كيف على موقع IMDb (الإنجليزية)
- بيتر كيف على موقع قاعدة بيانات الفيلم (الإنجليزية)